# Біг-Бенд (округ Вокеша, Вісконсин)
Біг-Бенд (англ. Big Bend) — селище (англ. village) в США, в окрузі Вокеша штату Вісконсин. Населення — 1483 особи (2020).

## Географія
Біг-Бенд розташований за координатами 42°53′49″ пн. ш. 88°12′49″ зх. д. / 42.89694° пн. ш. 88.21361° зх. д. (42.897013, -88.213665). За даними Бюро перепису населення США в 2010 році селище мало площу 8,14 км², з яких 8,05 км² — суходіл та 0,09 км² — водойми. У 2017 році площа становила 8,55 км², з яких 8,45 км² — суходіл та 0,10 км² — водойми.

## Демографія
Згідно з переписом 2010 року, у селищі мешкало 1290 осіб у 486 домогосподарствах у складі 375 родин. Густота населення становила 158 осіб/км².  Було 503 помешкання (62/км²).
Расовий склад населення:
| - 97,9 % — білих - 0,5 % — азіатів - 0,2 % — корінних американців - 0,2 % — чорних або афроамериканців - 0,1 % — вихідців з тихоокеанських островів |

До двох чи більше рас належало 1,1 %. Частка іспаномовних становила 2,3 % від усіх жителів.
За віковим діапазоном населення розподілялося таким чином: 23,9 % — особи молодші 18 років, 65,0 % — особи у віці 18—64 років, 11,1 % — особи у віці 65 років та старші. Медіана віку мешканця становила 40,8 року. На 100 осіб жіночої статі у селищі припадало 99,1 чоловіків;  на 100 жінок у віці від 18 років та старших — 103,3 чоловіків також старших 18 років.
Середній дохід на одне домашнє господарство  становив 85 102 долари США (медіана — 72 778), а середній дохід на одну сім'ю — 95 760 доларів (медіана — 85 417). За межею бідності перебувало 2,3 % осіб, у тому числі 1,1 % дітей у віці до 18 років та 0,0 % осіб у віці 65 років та старших.
Цивільне працевлаштоване населення становило 756 осіб. Основні галузі зайнятості: освіта, охорона здоров'я та соціальна допомога — 20,6 %, виробництво — 19,3 %, роздрібна торгівля — 13,0 %, мистецтво, розваги та відпочинок — 11,0 %.